# ZAZ–965
A ZAZ–965 Zaporozsec a Zaporizzsjai Autógyárban (ZAZ) az 1960-as években gyártott szovjet személygépkocsi. Ez volt a ZAZ, valamint a Zaporozsec gépkocsimárka első gyártott modellje.

## Típusváltozatok
- ZAZ–965 – Alapváltozat, melyet 1960–1962 között gyártottak.
- ZAZ–965A – Az alapváltozatú ZAZ–965 korszerűsített, módosított változata, melyet 1962-től a típus sorozatgyártásának befejezéséig, 1969-ig gyártottak.
- ZAZ–965AE – Exportváltozat, melyet javított, jobb minőségű, a motor oldalán hangszigetelt utastérrel láttak el. A járműben hamutartót, valamint szériatartozékként autórádiót is szereltek.
- ZAZ–965B és ZAZ–965AB – Két sérült lábbal rendelkező mozgássérültek részére gyártott változat, melyben a lábpedálok funkcióit kézi működtetésű kezelőszervek látták el.
- ZAZ–965AR – Mozgássérültek számára gyártott változat, amely egy egészséges kéz és láb segítségével kezelhető.
- ZAZ–965P – Pick-up kivitelű változat.
- ZAZ–965SZ – Postai levélgyűjtő változat, melynél a vezetőülést és a kezelőszerveket a könnyebb munkavégzés érdekében a jármű jobb oldalán helyezték el.

## Kapcsolódó szócikk
- Zaporozsec